# شعوب الكريول

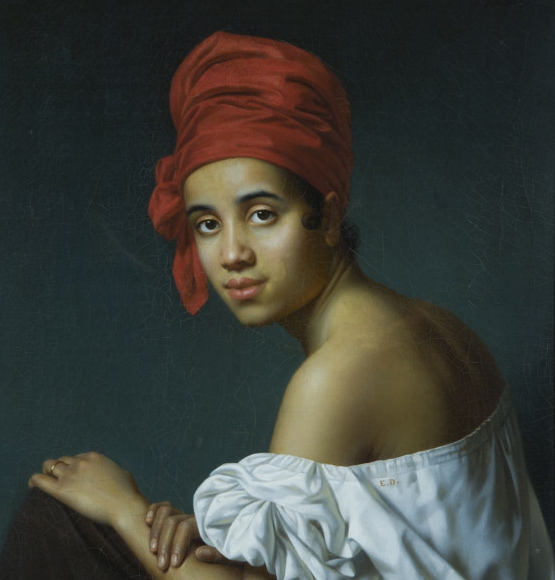

يطلق مصطلح الكريول هو ومشتقاته في اللغات الأخرى — مثل crioulo وcriollo وcreolo وcréole وkriolu وcriol وkreyol وkreol وkriulo وkriol وkrio إلخ. — على أناس في مختلف البلدان والحقب، بمعانٍ مختلفة بعض الشيء. وغالبًا ما تستخدم هذه الألفاظ في المستعمرات أو في الأماكن التي كانت مستعمرات واقعة في قارة أخرى، وتشير في الأصل اٍلى الأشخاص المولودين محليًا من آباء أجانب.

## الولايات المتحدة

### ألاسكا
سكان ألاسكا المحليون من أصول أمريكية وروسية مختلطة. ولقد أدى اختلاط رجال شعوب البروميشليني بكل من شعوب أليت (Aleut) والوتيق (Alutiiq) في أواخر القرن التاسع عشر إلى ظهور جيل يُقال إنه احتل مكانة بارزة في اقتصاد ألاسكا الروسية والبلاد الشمالية المطلة على المحيط.

### مستعمرات تشيسابيك
عندما بدأ إنشاء المستعمرات، كان غالبًا ما يُطلق على الأطفال المولودين لأبوين مهاجرين اسم «كريول». وكان هذا أكثر انتشارًا في مستعمرات تشيسابيك.

### لويزيانا
في الولايات المتحدة، تشير كلمة «كريول» إلى من هم من نسل أبوين استوطنا مستعمرة لويزيانا الفرنسية أيًا كان عرقهما أو عرق كل واحد منهما، ما داما قد قدما قبل أن تصبح تابعة للولايات المتحدة سنة 1803 عقب شراء لويزيانا. زعم بعض الكتاب في مناطق أخرى من لويزيانا خطأ أن هذه اللفظة تشير فقط إلى الأشخاص المنحدرين من أصول عرقية مختلطة، لكن هذا ليس الاستخدام التقليدي في لويزيانا. في بادئ الأمر، كان هذا اللفظ يُستخدم للإشارة إلى الأشخاص ذوي الأصول الفرنسية ثم من لهم أصول إسبانية المولودين في لويزيانا تمييزًا لهم عن المهاجرين. ومضت الأيام ثم استخدم لفظ كريول بين الحين والآخر للإشارة إلى من لهم أصول إفريقية ومولودين في لويزيانا. وبعد ذلك تفرّع المصطلح إلى مصطلحين هما كريول فرنسي (French Creole) (من أصول أوروبية) وكريول لويزياني (Louisiana Creole) (أي من أصول عرقية مختلطة).

## إفريقيا

### إفريقيا البرتغالية
تشير كلمة كريول (creole) الإنجليزية مشتقة من كلمة كريولي الفرنسية والمأخوذة هي الأخرى من كلمة كريولو (crioulo) البرتغالية. وهذه الكلمة هي اشتقاق من الفعل كريار (criar) (أي يُربّي) والتي صيغت في القرن الخامس عشر في القواعد الأمامية التجارية والعسكرية التي أنشأتها البرتغال في غرب أفريقيا وجزر الرأس الأخضر. وتشير في الأصل إلى أبناء المستوطنين البرتغاليين الذين ولدوا و«تربّوا» محليًا. ثم انتقلت هذه الكلمة إلى لغات أخرى ربما عن طريق تجار العبيد البرتغاليين الذين كانوا يحتكرون سوق العبيد في أمريكا الجنوبية خلال القرن السادس عشر.

## البرازيل
في البرازيل، كانت كلمة كريولو تشير بداية إلى المولودين في البرازيل ممن لهم نسب برتغالي (تمييزًا لهم عن المستعمرين الذين هاجروا من البرتغال) مثلما حدث في البلدان الأفريقية الناطقة بالبرتغالية. ثم أصبحت تستخدم في نهاية المطاف للدلالة على من ينتسبون بالدرجة الأولى إلى السلالة الإفريقية. وفي فترة استعمار البرازيل، كان الناس يطلقون على العبد البرازيلي المولد اسم كريولو بينما كان يعرف العبيد القادمون من إفريقيا باسم «الأفارقة». وهكذا يتضح أن لفظ كريولي كان يشير إلى العبيد الذين ولدوا ونشأوا في البرازيل. وبعد ذلك، استخدمت كلمة كريوليون للإشارة بازدراء إلى كل من هم من أصل إفريقي.

### أمريكا الأسبانية
كان النظام الطبقي سائدًا في كافة أنحاء المستعمرات الأسبانية في الأمريكتين وذلك منذ القرن السادس عشر. وبحلول القرن التاسع عشر، أدت عدة عوامل منها العنصرية ونموذج الثورة الأمريكية ووجود قيم التنوير في نهاية الأمر إلى أن انقلبت النخبة الكريول الأمريكية ذات الأصول الأسبانية على الحكم الأسباني. وخاضوا بتدعيم من الطبقات الدنيا ضد أسبانيا حروب الاستقلال الأسبانية الأمريكية (1810–1826) التي انتهت بتفكك الإمبراطورية الأسبانية السابقة في أمريكا إلى عدد من الجمهوريات المستقلة.